# Platja de Can Villar
La platja de Can Villar és una platja urbana de la costa del Maresme, situada al municipi de Sant Pol de Mar (Maresme). Pel seu extrem nord, està limitada una mica més enllà de la riera de Sant Pol, a tocar de la platja de Sant Pol. Pel seu extrem sud, la platja es troba limitada per una petita escullera que la separa de la platja de la Murtra, on hi ha un búnquer de la Guerra Civil espanyola. Té una longitud de 1.115 m i una amplada mitjana de 31 m de sorra molt gruixuda i un pendent d'entrada a l'aigua molt fort. S'hi pot accedir amb vehicle fins al Parc del Litoral, on hi ha un gran aparcament, o a peu per sota el pont de la via del tren. Disposa d'accés per a persones amb mobilitat reduïda. En aquesta platja hi ha dunes, que formen part del paisatge natural de les platges del Maresme i es troben greument amenaçades per la pressió humana. Per aquest motiu hi ha zones habilitades per tal de no trepitjar i fer malbé aquest patrimoni biològic i contribuir a la seva preservació.